# Nini Rosso
Pour les articles homonymes, voir Rosso.
Nini  Rosso (nom de naissance : Raffaele Celeste Rosso) est un acteur et un trompettiste italien né le 11 août 1926 à San Michele Mondovì et mort à Rome le 5 octobre 1994.

## Biographie
Nini Rosso, nom de naissance Raffaele Celeste Rosso a joué dans T'as le bonjour de Trinita en 1967.
Il est connu pour sa reprise de « Torneró »  (de I Santo California) à la trompette, mais aussi de la musique du film Il était une fois dans l'Ouest (C'era una volta il west) et de « Armonie del pianeta Saturno » (de Roberto Lupi (it)). Son interprétation de « Il silenzio » est disque d'or.
Nini Rosso est mort à Rome le 5 octobre 1994 d'un cancer du poumon.